# Belyta validicornis
Belyta validicornis är en stekelart som beskrevs av Thomson 1858. Belyta validicornis ingår i släktet Belyta, och familjen hyllhornsteklar. Arten är reproducerande i Sverige.